# Natalia Dumitresco
Natalia Dumitresco o Natalia Dumitrescu (Bucarest, 20 de diciembre de 1915-Chars, 3 de julio de 1997) fue una pintora abstracta francorumana relacionada con el movimiento Réalités Nouvelles del salón de París tras la Segunda Guerra Mundial como Serge Poliakoff o su marido Alexandre Istrati.
Estudió bellas artes en Bucarest y más tarde se asentó en París en 1947.